# عزت‌الله بیات
عزت‌الله خان بیات (۱۲۷۴ یا ۱۲۷۸ – ۱۳۶۸) از خان‌ها و مالکان اراک و نماینده مجلس شورای ملی بود.
ایل بیات و مستوفی و نخعی از بنیانگذاران شهر سلطان‌آباد (اراک کنونی) بودند که در گذشته از مناطق نیشابور، تهران و آذربایجان به این منطقه کوچ کردند یا کوچانده شدند.  عزت‌الله خان در خانواده یکی از خان‌ها و مَلاکان بزرگ اراک به نام حاج عباسقلی‌خان سهم‌الملک متولد شد که در دوره‌های سوم و چهارم مجلس شورای ملی نماینده اراک بود. برادران بزرگترش یکی مرتضی‌قلی خان سهام‌السلطان بود که در دوران محمدرضا شاه پهلوی به نخست وزیری رسید، دیگری مصطفی‌قلی خان صمصام‌الملک که در دوران رضا شاه از بنیانگذاران کشاورزی نوین در ایران شد. برادر بزرگتر دیگرش شیخ نصرت‌الله شیخ‌العراقین نیز از علمای دینی بود که یک دوره نماینده تهران در مجلس شد. دایی او دکتر محمد مصدق بود.
عزت‌الله خان در سال‌هایی که برادران بزرگترش در تهران مناصب حکومتی داشتند، در اراک به کشاورزی و ملک‌داری مشغول بود تا اینکه در سال ۱۳۲۲ برادرش سهام‌السلطان بیات پس از چندین دوره نمایندگی اراک در مجلس، به دولت رفت و وزیر دارایی شد. برای اینکه نمایندگی اراک در دوره بعد نیز در دست خاندان بیات بماند، عزت‌الله خان در انتخابات شرکت کرد و در اسفند همان سال به نمایندگی از اراک به مجلس شورای ملی رفت (دوره چهاردهم). در دوره بعد نیز بر همین کرسی نشست.